# Agonoscelis rutila
Agonoscelis rutila is wants uit de familie Pentatomidae. De soort komt in het oosten van Australië voor. Het volwassen insect heeft een lengte van ongeveer 12 millimeter.